# Xenotima-(Y)
La xenotima-(Y) és un mineral de la classe dels fosfats, que pertany al grup de la xenotima.

## Característiques
La xenotima-(Y) és un fosfat de fórmula química Y(PO₄). És un mineral rar, compost principalment d'itri, i pot contenir també diverses terres rares, calci, urani, tori, silici o fluor. A més dels elements de la seva fórmula, sol portar com a impuresa erbi, substituint l'itri en l'estructura. Cristal·litza en el sistema tetragonal. La seva duresa a l'escala de Mohs es troba entre 4 i 5. És isoestructural amb el zircó, i forma una sèrie de solució sòlida amb la chernovita-(Y) (YAsO₄), en la qual la substitució gradual del fòsfor per arsènic va donant els diferents minerals de la sèrie Chernovita-(Y)-Xenotima-(Y). El seu patró de difracció de raigs X és similar al de l'atelisita-(Y).
Segons la classificació de Nickel-Strunz, la xenotima-(Y) pertany a «08.A - Fosfats, etc. sense anions addicionals, sense H₂O, només amb cations de mida gran» juntament amb els següents minerals: nahpoïta, monetita, weilita, švenekita, archerita, bifosfamita, fosfamita, buchwaldita, schultenita, chernovita-(Y), dreyerita, wakefieldita-(Ce), wakefieldita-(Y), pretulita, xenotima-(Yb), wakefieldita-(La), wakefieldita-(Nd), pucherita, ximengita, gasparita-(Ce), monacita-(Ce), monacita-(La), monacita-(Nd), rooseveltita, cheralita, monacita-(Sm), tetrarooseveltita, chursinita i clinobisvanita.

## Formació i jaciments
Va ser descoberta a Hitterø, Flekkefjord (Vest-Agder, Noruega), i se n'ha trobat a prop d'un miler d'indrets diferents. Als territoris de parla catalana se n'ha trobat a Vimbodí i Poblet, a la Conca de Barberà (Tarragona, Catalunya).